# Creația viorii

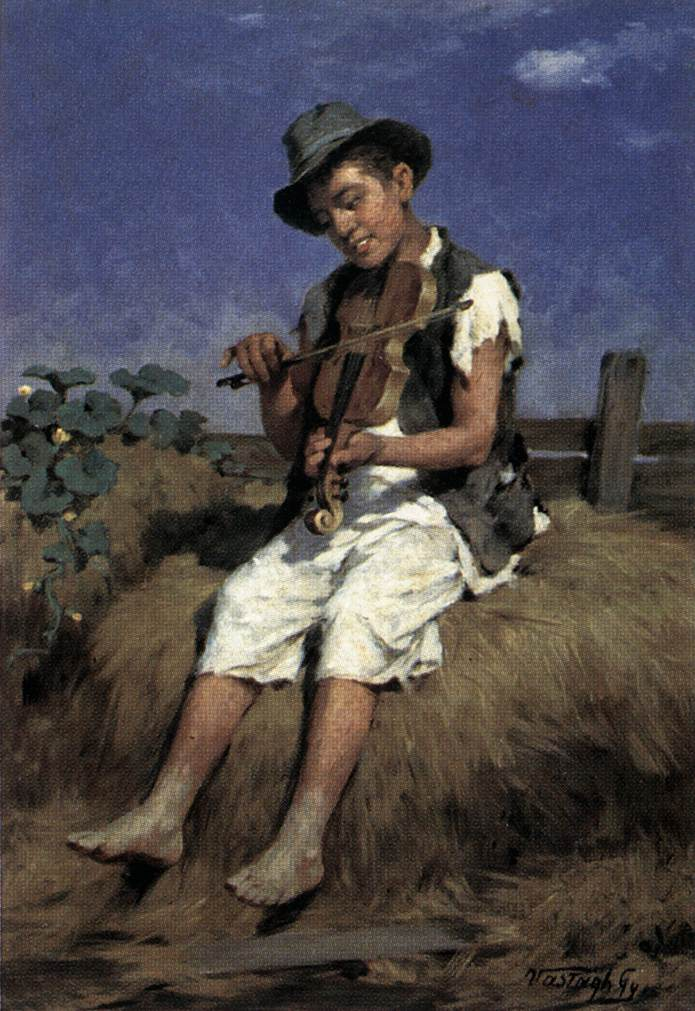
Hegedűs Cigány Fiú (Băiat țigan lăutar) de György Vastagh

„Creația viorii” este un basm al romilor transilvăneni. A fost scris prima dată de Heinrich von Wlislocki⁠(de)[traduceți]  în 1890 și inclus în cartea sa în limba germană, Despre poporul țiganilor călători: Scene ale vieții țiganilor ardeleni.

## Povestea
Un cuplu sărac încearcă în zadar să aibă un copil, iar soția i se plânge de acest lucru unei bătrâne pe care o întâlnește într-o pădure. Hoașca o sfătuiește: „Du-te acasă și taie un dovleac, toarnă lapte în el și bea-l. Vei naștere un băiat care va fi fericit și bogat! " Deși soția îi urmează sfaturile și naște un băiat frumos, ea se îmbolnăvește și moare la scurt timp. 
Când băiatul împlinește douăzeci de ani, se hotărăște să plece în lume pentru a-și căuta norocul. El ajunge într-un oraș mare care era condus de un rege bogat. Acesta avea o fiică minunată, pe care dorea să o căsătorească cu acel bărbat care va face ceva ce nimeni în lume nu a mai făcut până atunci.
Mulți bărbați își vor încerca norocul și vor eșua, plătind pentru eșecurile lor cu propria lor viață. Când băiatul naiv îl întreabă pe rege ce ar trebui să facă, regele indignat îl aruncă într-o temniță întunecată. Matuya, regina zânelor, îi apare într-o lumină strălucitoare și îi oferă o cutie și un toiag. Aceasta îi spune că trebuie să-i smulgă câteva fire de păr din cap pe care să le întindă peste cutie și peste toiag. Apoi, aceasta îl sfătuiește să arcuiască firele de păr de pe cutiei peste firele de par de pe toiag ca să poată cânta la vioară pentru a face oamenii fericiți sau triști, în timp ce ea, Matuya, va râde și va plânge în interiorul instrumentului. Băiatul își demonstrează abilitatea artistică față de regele, care este bucuros și îi dă fiica sa frumoasă de soție. Povestea se încheie cu afirmația „Așa a venit vioara pe lume”.

## Originea, compararea și distribuția
Povestea are origini folclorice și conținut magic. Întâlnite în basme, hoașca și zâna cea bună au ambele puteri magice. Zâna cea bună, Matuya, stă la baza poveștilor magice ale tradiției hinduse (prezente în poveștile rome). Matuya apare în mitologia romă transilvăneană, maghiară, poloneză, rusă și sârbă ca regină a ursitoarelor. Aceste zâne, de obicei femei frumoase, care trăiesc în palate sus pe munte, simbolizând muzica, le place să cânte și să danseze.
Unul dintre cele mai cunoscute basme ale romilor, „Creația viorii”, face parte din mai multe repertorii (inclusiv repertorii non-rome).   Este citit ocazional în fața unui public, difuzat ca o piesă de radio sau ca și basm pentru copii în școli.   
O poveste apropiată de acest basm este versiunea scriitorului polonez Jerzy Ficowski, intitulată Zaczarowana skrzynka (în engleză: „The Magic Box”) care apare în colecția sa Gałązka z drzewa słońca (1961). Traducerea în engleză a apărut în antologia Sister of The Birds and Other Gypsy Tales (Sora păsărilor și alte povești țigănești) (1976). În această versiune poloneză, ajutorul vine din partea unui fag fermecat pe nume Matuja, care prescrie, de asemenea, laptele băut dintr-un dovleac pentru a vindeca infertilitatea, iar băiatul care se naște va fi numit „Bachtalo”. 
O altă poveste romă, cu același nume (publicată și de Wlislocki), este mai puțin cunoscută, probabil pentru că este confuză și îi lipsește un final fericit. O tânără ia legătura cu diavolul deoarece admiră în secret un vânător bogat care o ignoră. Ea își sacrifică familia în schimbul viorii diavolului, cu care îl va atrage pe vânător; tatăl ei devine corpul viorii, cei patru frați devin corzile, iar mama devine arcușul. În final, diavolul pune stăpânire pe sufletul tinerei, când aceasta refuză să i se închine; vioara rămâne în pădure până când este găsită și luată de un țigan călător.  În ambele povești, violonistul își face publicul să râdă și să plângă. 
Poveștile care se referă la creație sunt de obicei povești mitologice, dar acesta este unul dintre puținele basme care descriu crearea unui instrument muzical. Un alt basm este cel maghiar, „ Vioara“, și cel mongol, Morin khuur. Ambele diferă semnificativ de povestea transilvăneană. În mitologia greacă, crearea naiului de către Pan și Syrinx este un exemplu binecunoscut.

## Interpretare
Rosemarie Tüpker⁠(de)[traduceți] a interpretat basmul într-o analiză hermeneutică a publicului modern. Pe lângă reflecția asupra întregii povești, Tüpker a căutat interpretări pe teme specifice: sărăcia și copilăria, un rege bogat cu o fiică frumoasă și realizarea fără precedent.
Povestea explorează polaritatea dintre două lumi, caracterizată de sărăcie și bogăție. Regele bogat posedă o fiica ca pe un obiect prețios pe care vrea să-l ofere ca premiu, fără a ține cont de sentimentele ei. Povestea este despre avariție, succes și eșec și luarea deciziilor, exemplificată prin competiție. Doar hoașca și Matuya, regina zânelor, pot ajuta la realizarea a ceea ce altfel este imposibil.
Cealaltă lume este simbolizată de vioară, folosită aici ca prototip pentru orice tip de muzică. Aceasta este o lume a emoției și evocarea emoției în ceilalți. Demonstrația a ceva fără precedent combină percepții vizuale și fonice.
„Creația viorii” poate fi interpretată și ca o combinație între bărbat și femeie într-o lume fără dorință. Psihanalitic, implică generativitate și triangulare. Din bărbat și femeie, se produce un al treilea obiect: muzica, care evocă bucurie sau tristețe. Puterea unui muzician (care evocă sentimente) este cu totul diferită de puterea unui rege, care conduce prin forță.
S-a remarcat că nici fiul femeii sărace, nici fiica regelui nu erau din familii intacte. Tatăl băiatului nu este menționat ca tată, iar mama fiicei regelui nu este menționată deloc.
Vioara exprimă dualitatea râsului și a lacrimilor, bucurie și întristare și iubire și moarte. Vioara era văzută ca un instrument emoțional. Cu toate acestea, în realitate, contrar basmului, este nevoie de ani mulți de practică, pentru a exprima emoția cu ajutorul instrumentul și a evoca emoția în ascultători.